# Алмейда, Диниш
Дини́ш Ко́шта Ли́ма Алме́йда (порт. Dinis Costa Lima Almeida; род. 28 июня 1995, Эшпозенди) — португальский футболист, защитник болгарского клуба «Лудогорец».

## Клубная карьера
Алмейда — воспитанник клубов «Мариньяс» и «Варзин». В сезоне 2013/2014 года Диниш дебютировал в профессиональном футболе в клубе третьей лиге «Жоане»; по итогам сезона он забил 7 голов в регулярном чемпионате. В июле 2014 года на правах свободного агента он стал игроком испанского «Реус Депортиу». 23 августа в матче против дублёров «Вильярреала B» он дебютировал в Сегунде Б. 15 февраля 2015 года в поединке против «Эльденсе» он забил дебютный гол за клуб. В декабре того же года Алмейда сыграл в первом матче Кубка Испании против «Атлетико Мадрид».
В июне 2016 года Диниш стал игроком французского клуба «Монако B» и тут же был отдан в аренду клубу «Белененсеш». 27 августа в матче против «Тонделы» он дебютировал в чемпионате Португалии. 7 мая 2017 года в матче против лиссабонского «Спортинга» Алмейда забил свой первый гол за клуб в чемпионате. По окончании аренды Алмейда на правах аренды перешёл в дубль «Брага B». 28 октября 2017 года в матче против клуба «Реал» он дебютировал во втором португальском дивизионе. 14 января 2018 года в гостевом матче против «Униан Мадейра» Диниш забил свой первый гол за португальский клуб. В конце августа 2018 года Алмейда был арендован греческим клубом «Ксанти». 1 сентября в матче против афинского «Атромитоса» он дебютировал в греческой Суперлиге. 17 февраля 2019 года во встрече против АЕЛ он забил дебютный гол в чемпионате Греции.
В конце лета 2019 года португальский защитник стал игроком пловдивского «Локомотива». 13 сентября в матче против «Царско Село» он забил гол и дебютировал в чемпионате Болгарии. В июле 2020 года Алмейда стал обладателем Кубка Болгарии, реализовав пенальти в финальном матче против ЦСКА (София). В августе португалец стал обладателем Суперкубка Болгарии, победив «Лудогорец».
По окончании контракта Алмейда стал игроком бельгийского клуба «Антверпен». 8 августа 2021 года в матче против «Стандарда» он дебютировал в чемпионате Бельгии. 16 сентября в матче против «Олимпиакоса» он дебютировал в Лиге Европы УЕФА.